# Durangói jegenyefenyő
A durangói jegenyefenyő (Abies durangensis) Mexikóból származó, Magyarországon dísznövényként szórványosan kapható örökzöld.

## Elterjedése, élőhelye
Az északi flórabirodalom pacifikus–észak-amerikai flóraterületén, Északnyugat-Mexikóban, pontosabban az ország Durango és Chihuahua szövetségi államaiban honos. Durangóban a fennsík magasabb övében helyenként közönséges. A legszebb állományai El Salto környékének mély kanyonjaiban nőnek – ezekben (Mexikóban egyedülállóan) hat fenyőnemzetség fajai együtt fordulnak elő.

## Megjelenése
Rendesen középmagas, olykor nagyra (30–40 m) növő fa. Koronája kúp alakú, idős kérge vastag pikkelyekben válik le – a leválások helye sárgásbarna, majd szürkére vált. Sötétbarna hajtásai a téli, nyugalmi időszakban a tűalapok szerint bordásak, a bordaközökben alig láthatóan szőrösek. A 2,5–5 cm hosszú, sötétzöld tűk rövid alapja a tengellyel párhuzamosan nő, majd lenn két oldalra, a hajtások felső oldalán pedig a tengely csúcsa felé kanyarulnak. A húsos, a hajtáscsúcsok felé hamvas vagy szürke tűlevelek csúcsa kerekded, fonákukon két, szürke sáv húzódik végig gázcserenyílásokkal és viaszpöttyökkel – egy sor légzőnyílásuk fölül is van. 5–10 cm hosszú, hengeres tobozainak csúcsa lekerekített, felleveleik rejtettek. Fiatalon zöldek, később sárgásbarnára, barnára érnek.

## Életmódja
A napfényt kedveli, vízigénye közepes. Hazánk teleit – a szélsőségesen zordak kivételével – jól viseli. A legtöbb talajon jól megél.

## Változatai
Legismertebb alfaja a koahuilai jegenyefenyő (Abies durangensis var. coahuilensis), aminek elterjedési területe áthúzódik Coahuila és Új-León szövetségi államokba. Ennek általános megjelenése erőteljesen különbözik az alapfajétól: hajtásai pelyhesek, fenn szúrósan hegyes tűi kisebbek és nyelesek, felső oldalukon a légzőnyílás-sorok erősen visszafejlettek, vagy akár teljesen hiányoznak is. Épp ezért több kutató a koahuilai jegenyefenyőt önálló fajnak (Abies coahuilensis) tekinti.